# Carsten Sträßer
Carsten Sträßer est un footballeur allemand né le 5 juillet 1980 à Berlin.

## Carrière
- ????-1986 : 1.FC Union Berlin  Allemagne
- 1986-1999 : FC Carl Zeiss Iéna  Allemagne
- 1999-2001 : Hertha BSC Berlin B  Allemagne
- 2001-2003 : Rot-Weiss Erfurt  Allemagne
- 2003-2004 : Jahn Regensburg  Allemagne
- 2004-2007 : Unterhaching  Allemagne
- depuis 2007 : Erzgebirge Aue  Allemagne